# TJB u
TJB u는 대전·충청을 가시청권으로하는 대한민국의 지상파DMB 방송국으로, 2008년 6월 30일에 개국하였다. 대전방송이 주사업자이며, 청주방송과 공동으로 운영하고 있다. 현재 비디오채널 3개와 데이터채널 2개를 송출중이다.

## 개요
TJB u는 대전방송이 주사업자로서, 대전방송과 청주방송이 공동으로 투자하여 설립·운영하는 대한민국 충청권의 지상파DMB방송 사업자이다. 2006년 12월 말에 방송 허가를 받고, 2007년 10월 1일 식장산송신소에서 시험방송을 시작한 이래 2008년 6월 30일에 정식으로 방송을 개국하여 본격적인 지상파DMB방송을 시작하였다. 같은해 청주 우암산중계소와 옥마산중계소에 중계시설이 설치되어 청주지역과 보령지역, 그리고 2011년 서산 원효봉중계소와 음성 가엽산중계소까지 방송망을 확장하는등 충청권 전지역으로 방송망을 확장해 나가고 있다.TJB의 TV방송을 비롯해 YTN의 프로그램을 편성하여 CJB-mYTN이라는 이름으로 방송중이다.

## 채널 구성
| 조합명 | 채널명    | 송출 형식         | 전송 속도 | 운영 방식 | 비고          |
| ------ | --------- | ----------------- | --------- | --------- | ------------- |
| TJB u  | TJB-SBSu  | 비디오 채널 (DMB) | 512kbps   | 자체      |               |
| TJB u  | CJB-mYTN  | 비디오 채널 (DMB) | 512kbps   | 자체      |               |
| TJB u  | TPEG(DTS) | 데이터 채널       | 64kbps    | 임대      | 채널명 미확인 |

### 비디오 채널
- TJB-SBSu

대전방송이 운영하는 비디오 채널이다.현재는 CJB TV 방송을 송출중이다.
- CJB-mYTN

청주방송이 운영하는 비디오 채널이다. 일부 시간대에 자사 TV 방송을 재전송하며, 대부분의 시간대에 YTN의 DMB 채널인 mYTN 프로그램을 재전송한다. 방송 로고는 CJB YTN과 같은 형식으로 고정 표시된다.

### 데이터 채널
- TPEG(DTS)

부가 데이터 서비스, 교통정보, 웹서비스 등 다양한 데이터 서비스를 제공하는 채널이다. 네비게이션에서는 YTN TPEG 서비스를 제공하고 있다.

## 방송 송출 시설망
식장산송신소를 방송국(주송신소)으로 하고 있으며, 대전, 세종, 충남, 충북과 경기 남서부 일부, 전북 북부지역을 가시청권역으로서 방송중이다. U-KBS나 MY MBC와는 달리 계룡산중계소가 아닌 향적산중계소에서 대신 운용하고 있으며, 이로 인해 청양이나 공주, 부여 등 일부지역을 정상적으로 커버하지 못하는 실정이다.
- 호출부호 : HLDF-TDMB

| 송신소        | 주파수              | 출력 | 송신소 위치                             | 비고 |
| ------------- | ------------------- | ---- | --------------------------------------- | ---- |
| 식장산 송신소 | CH 11C (202.736MHz) | 2㎾  | 대전 동구 낭월동 300                    |      |
| 우암산 중계소 | CH 11C (202.736MHz) | 2㎾  | 충북 청주시 상당구 수동 산2-4           |      |
| 향적산 중계소 | CH 11C (202.736MHz) | 90W  | 충남 계룡시 엄사면 향한리 산50-1        |      |
| 옥마산 중계소 | CH 11C (202.736MHz) | 90W  | 충남 보령시 성주면 개화리 산23-4        |      |
| 흑성산 중계소 | CH 11C (202.736MHz) | 1㎾  | 충남 천안시 동남구 목천읍 교촌리 산32-4 |      |
| 원효봉 중계소 | CH 11C (202.736MHz) | 1㎾  | 충남 서산시 해미면 산수리 산25          |      |
| 가엽산 중계소 | CH 11C (202.736MHz) | 2㎾  | 충북 충주시 신니면 화안리 산59-1        |      |
| 용두산 중계소 | CH 11C (202.736MHz) | 90W  | 충북 제천시 신월동 산39-30              |      |

## 관련 보기
- 디지털 멀티미디어 방송
- U-KBS
- MY MBC (충청권)